# Alobras
Alobras – gmina w Hiszpanii, w prowincji Teruel, w Aragonii, o powierzchni 30,72 km². W 2011 roku gmina liczyła 79 mieszkańców.